# Långtjärnen (Älvdalens socken, Dalarna, 680366-136850)
Långtjärnen är en sjö i Älvdalens kommun i Dalarna och ingår i Dalälvens huvudavrinningsområde.